# Navigare necesse est, vivere non est necesse
Navigare necesse est, vivere non est necesse ("Navigare è indispensabile, vivere no"), anche noto nelle sue variazioni navigare necesse est, vivere non necesse est o navigare necesse est, vivere non necesse e vivere non necesse, navigare necesse est, è l'esortazione che, secondo Plutarco, Gneo Pompeo diede ai suoi marinai, i quali opponevano resistenza a imbarcarsi alla volta di Roma a causa del cattivo tempo:
(Plutarco, Vita di Pompeo, 50, 1)

## Citazioni

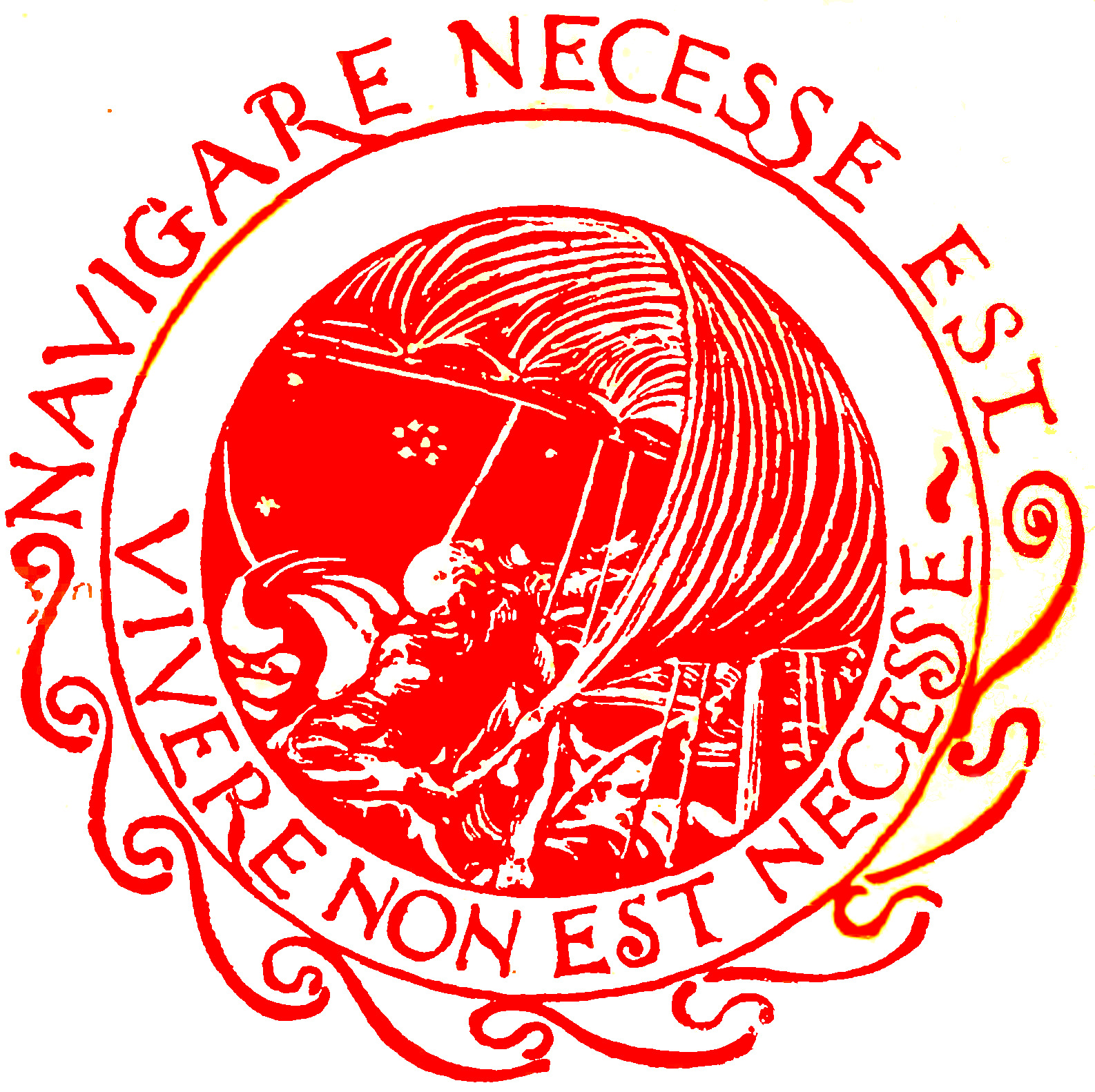
Motto posto alla fine di primo libro delle Laudi dannunziane

Tradizionalmente viene citata per indicare il disprezzo per le necessità contingenti e l'esaltazione di ideali ulteriori.
Venne ripresa dalla Lega anseatica, della quale divenne il motto, e da Gabriele D'Annunzio, il quale la prese come motto di vita eroica e la riportò nelle sue opere. È anche il titolo di un famoso articolo di Benito Mussolini su il Popolo d'Italia il primo giorno del 1920.
Fernando Pessoa ha ripreso questa massima nel poema Navegar è preciso, citato testualmente a sua volta da Caetano Veloso, nella sua canzone Os Argonautas (1969): "Navegar è preciso/Viver não è preciso".